# John 5
John William Lowery, född 31 juli 1971 i Grosse Pointe, Michigan, är en amerikansk gitarrist, känd under artistnamnet John 5.
John Lowery var gitarrist för 2wo 1997–1998 och Marilyn Manson 1998–2004. Han har även medverkat på ett flertal album för andra artister, däribland David Lee Roth. Mellan 2005 och 2023 var han gitarrist åt Rob Zombie. Sedan 2023 är han gitarrist i Mötley Crüe. Han har även släppt fyra soloalbum med instrumentalmusik. Han medverkar även på Paul Stanleys soloalbum Live to Win (2006) och gjorde musiken till filmen The Lords of Salem.
John Lowery har tre signaturgitarrer av märket Fender.

## Diskografi

### Solo
- 2004 – Vertigo
- 2005 – Songs for Sanity
- 2007 – The Devil Knows My Name
- 2008 – Requiem (John 5)
- 2010 – The Art of Malice
- 2012 – God Told Me To
- 2014 – Careful With That Axe
- 2017 – Season of the Witch
- 2018 – It's Alive
- 2019 – Invasion
- 2020 – Live Invasion
- 2021 – Sinner

### Med Marilyn Manson
- 1999 – The Last Tour on Earth (Livealbum)
- 2000 – Holy Wood (In the Shadow of the Valley of Death)
- 2003 – The Golden Age of Grotesque
- 2004 – Lest We Forget - The Best of Marilyn Manson (John 5 var inte längre medlem i bandet när albumet släpptes)

### Med Rob Zombie
- 2006 – Educated Horses
- 2007 – Zombie Live (Livealbum)
- 2010 – Hellbilly Deluxe 2
- 2013 – Venomous Rat Regeneration Vendor
- 2016 – The Electric Warlock Acid Witch Satanic Orgy Celebration Dispenser
- 2021 – The Lunar Injection Kool Aid Eclipse Conspiracy